# Verjneyákornaya Shchel
Verjneyákornaya Shchel (del ruso: Верхнеякорная Щель) es un seló del distrito de Lázarevskoye de la unidad municipal de la ciudad de Sochi del krai de Krasnodar, en el sur de Rusia. Está situado en las colinas de la orilla izquierda del río Yákornaya Shchel, 28 km al noroeste del centro de Sochi y 146 km al sureste de Krasnodar, la capital del krai. Tenía 260 habitantes en 2010, la mayor parte de los cuales eran de etnia armenia.
Pertenece al ókrug rural Verjnelooski.

## Historia
Entre el 26 de diciembre de 1962 y el 16 de enero de 1965 perteneció al raión de Tuapsé.

## Economía y transporte
El principal motor de la economía de la localidad es el turismo. 4 km al sur de la localidad se halla la plataforma ferroviaria de Yákornaya Shchel de la línea Tuapsé-Sujumi de la red del ferrocarril del Cáucaso Norte y la carretera federal M27 Dzhubga-frontera abjasa.